# Užuraisčių kaimo apylinkės
Užuraisčių kaimo apylinkės este o arie protejată (arie specială de conservare — SAC, sit de importanță comunitară — SCI) din Lituania întinsă pe o suprafață de 118 ha, integral pe uscat.

## Localizare
Centrul sitului Užuraisčių kaimo apylinkės este situat la coordonatele 55°33′07″N 24°42′04″E / 55.5519°N 24.7011°E.

## Înființare
Situl Užuraisčių kaimo apylinkės a fost declarat sit de importanță comunitară în noiembrie 2006 pentru a proteja un număr necunoscut de specii din flora spontană și fauna sălbatică aflate în arealul zonei. Situl a fost protejat și ca arie specială de conservare în decembrie 2018.

## Biodiversitate
Situată în ecoregiunea boreală, aria protejată conține 3 habitate naturale: Pajiști cu Molinia pe soluri calcaroase, turboase sau argilos-nămoloase (Molinion caeruleae), Mlaștini turboase de tranziție și turbării mișcătoare, Păduri caducifoliate de mlaștină fino-scandinave.
La baza desemnării sitului se află un număr nedeclarat de specii protejate.
Pe lângă speciile protejate, pe teritoriul sitului au mai fost identificate 1 specie de plante, 1 specie de păsări, 3 specii de nevertebrate.